# ارگ شاه محمد
بقایای ارگ شاه محمد مربوط به عصر مفرغ - عصر آهن است و در شهرستان بجنورد، بخش راز و جرگلان، دهستان غلامان، روستای آدینه قلی واقع شده و این اثر در تاریخ ۱۸ شهریور ۱۳۸۷ با شمارهٔ ثبت ۲۳۲۷۲ به‌عنوان یکی از آثار ملی ایران به ثبت رسیده است.